# نیکلاس ارلبک
نیکلاس ارلبک (انگلیسی: Niclas Erlbeck؛ زادهٔ ۱۰ ژانویهٔ ۱۹۹۳) بازیکن فوتبال اهل آلمان است.
از باشگاه‌هایی که در آن بازی کرده‌است می‌توان به باشگاه فوتبال کارل زایس ینا اشاره کرد.